# Lijst van buurten en wijken in Eindhoven

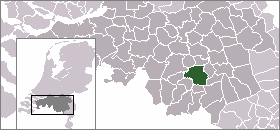
Locatie Eindhoven

Dit is een Lijst van buurten en wijken in Eindhoven.
De officiële indeling en benaming is aangehouden zoals de gemeente Eindhoven die toepast, inclusief, indien van toepassing, de vermelding waaronder de wijk of buurt bekendstaat.

## Achtergrond
Eindhoven bestaat uit zeven stadsdelen die onderverdeeld zijn in 19 wijken. De wijken zijn opgesplitst in 109 buurten. Het grootste stadsdeel is Strijp met een oppervlakte van 2.888 ha, mede vanwege het gebied Meerhoven met onder meer Eindhoven Airport en de industrieterreinen Mispelhoef en de Hurk. Na Strijp heeft Woensel-Noord de grootste oppervlakte, 1.866 ha. In Woensel-Noord wonen ook de meeste Eindhovenaren, 65.429. Op buurtniveau is Eindhoven Airport de grootste buurt met 600 ha en Blixembosch-Oost heeft de meeste inwoners. De duurste huizen staan in de Karpen, met een gemiddelde WOZ-waarde van € 839.000,-, gevolgd door Koudenhoven en Roosten met beide een WOZ-waarde van rond de € 550.000,-.
De gemeente is verdeeld in de volgende statistische wijken:
- Wijk 11 Stadsdeel Centrum (CBS-wijkcode: 077211)
- Wijk 12 Stadsdeel Stratum (CBS-wijkcode: 077212)
- Wijk 13 Stadsdeel Tongelre (CBS-wijkcode: 077213)
- Wijk 14 Stadsdeel Woensel-Zuid (CBS-wijkcode: 077214)
- Wijk 15 Stadsdeel Woensel-Noord (CBS-wijkcode: 077215)
- Wijk 16 Stadsdeel Strijp (CBS-wijkcode: 077216)
- Wijk 17 Stadsdeel Gestel (CBS-wijkcode: 077217)

Een statistische wijk kan bestaan uit meerdere buurten.

## StadsdeelCentrum

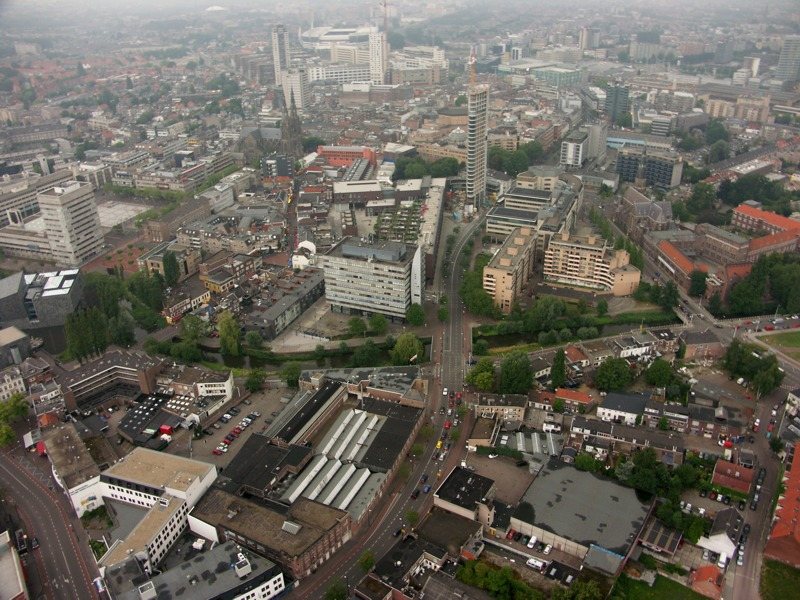
Eindhoven Centrum

- Wijk - Centrum
  - Buurt - Binnenstad
  - Buurt - De Bergen
  - Buurt - Witte dame
  - Buurt - Fellenoord
  - Buurt - TU-terrein

## StadsdeelStratum
- Wijk - Oud-Stratum
  - Buurt - Irisbuurt
  - Buurt - Rochusbuurt
  - Buurt - Elzent-Noord
  - Buurt - Tuindorp (Witte Dorp)
  - Buurt - Heistraat (Joriskwartier)

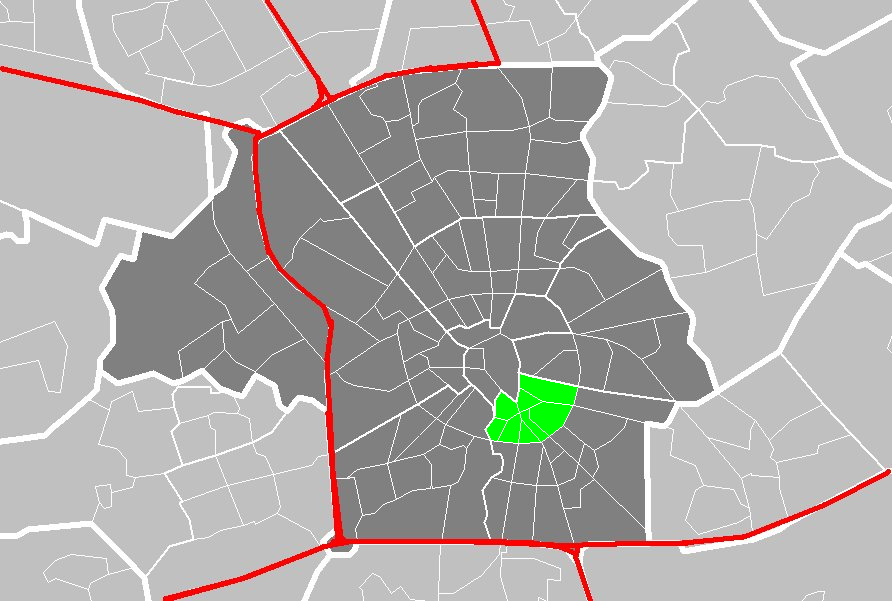
Oud-Stratum

  - Buurt - Bloemenplein (Bloemenbuurt)
  - Buurt - Looiakkers
  - Buurt - Elzent-Zuid

- Wijk - Kortonjo
  - Buurt - Kerstroosplein
  - Buurt - Gerardusplein
  - Buurt - Genneperzijde (Poelhekkelaan)
  - Buurt - Roosten
  - Buurt - Eikenburg
  - Buurt - Sportpark Aalsterweg

- Wijk - Putten
  - Buurt - Poeijers
  - Buurt - Burghplan
  - Buurt - Sintenbuurt
  - Buurt - Tivoli
  - Buurt - Gijzenrooi
  - Buurt - Nieuwe Erven
  - Buurt - Kruidenbuurt
  - Buurt - Schuttersbosch
  - Buurt - Leenderheide

## StadsdeelTongelre
- Wijk - De Laak
  - Buurt - Villapark
  - Buurt - Lakerlopen

- Wijk - Oud-Tongelre
  - Buurt - Doornakkers-West
  - Buurt - Doornakkers-Oost
  - Buurt - Muschberg, Geestenberg
  - Buurt - Urkhoven
  - Buurt - 't Hofke
  - Buurt - Karpen
  - Buurt - Koudenhoven

## StadsdeelWoensel-Zuid
- Wijk - Oud-Woensel
  - Buurt - Limbeek
  - Buurt - Hemelrijken
  - Buurt - Gildebuurt
  - Buurt - Woenselse Watermolen

- Wijk - Erp
  - Buurt - Groenewoud (Woensel-West)
  - Buurt - Kronehoef
  - Buurt - Barrier
  - Buurt - Mensfort
  - Buurt - Rapenland
  - Buurt - Vredeoord

- Wijk - Begijnenbroek
  - Buurt - Generalenbuurt (Rapenland-Oost)
  - Buurt - Oude Toren
  - Buurt - Hondsheuvels
  - Buurt - Oude Gracht-West
  - Buurt - Oude Gracht-Oost
  - Buurt - Eckartdal

## StadsdeelWoensel-Noord
- Wijk - Ontginning
  - Buurt - Driehoeksbos
  - Buurt - Prinsejagt
  - Buurt - Jagershoef
  - Buurt - 't Hool
  - Buurt - Winkelcentrum
  - Buurt - Vlokhoven

- Wijk - Achtse Molen
  - Buurt - Kerkdorp Acht
  - Buurt - Achtse Barrier-Gunterslaer
  - Buurt - Achtse Barrier-Spaaihoef
  - Buurt - Achtse Barrier-Hoeven

- Wijk - Aanschot
  - Buurt - Woenselse Heide
  - Buurt - De Tempel
  - Buurt - Blixembosch-West
  - Buurt - Blixembosch-Oost
  - Buurt - Castiliëlaan

- Wijk - Dommelbeemd
  - Buurt - Eckart
  - Buurt - Luytelaer
  - Buurt - Vaartbroek
  - Buurt - Heesterakker
  - Buurt - Esp
  - Buurt - Bokt

## StadsdeelStrijp
- Wijk - Oud-Strijp
  - Buurt - Eliasterrein, Vonderkwartier
  - Buurt - Philipsdorp
  - Buurt - Engelsbergen
  - Buurt - Schouwbroek
  - Buurt - Schoot
  - Buurt - Glaslaan (Strijp-S)

- Wijk - Halve Maan
  - Buurt - Hurk
  - Buurt - Het Ven
  - Buurt - Lievendaal
  - Buurt - Drents Dorp
  - Buurt - Zwaanstraat (Strijp-R en T)
  - Buurt - Wielewaal
  - Buurt - Herdgang
  - Buurt - Mispelhoef

- Wijk - Meerhoven
  - Buurt - BeA2
  - Buurt - Meerbos
  - Buurt - Grasrijk
  - Buurt - Bos- en Zandrijk
  - Buurt - Waterrijk
  - Buurt - Park Forum
  - Buurt - Flight Forum
  - Buurt - Eindhoven Airport

## StadsdeelGestel
- Wijk - Rozenknopje
  - Buurt - Schrijversbuurt
  - Buurt - Oude Spoorbaan
  - Buurt - Hagenkamp

- Wijk - Oud-Gestel
  - Buurt - Genderdal
  - Buurt - Blaarthem
  - Buurt - Rapelenburg
  - Buurt - Bennekel-Oost
  - Buurt - Bennekel-West, Gagelbosch
  - Buurt - Gennep
  - Buurt - Beemden

- Wijk - Oud Kasteel (Gestelse Ontginning)
  - Buurt - Genderbeemd
  - Buurt - Hanevoet
  - Buurt - Ooievaarsnest

Centrum: Binnenstad · De Bergen · Fellenoord · Universiteitsterrein

Gestel: Oud-Gestel · Oud Kasteel · Rozenknopje

Stratum: Oud-Stratum · Kortonjo · Putten

Strijp: Oud-Strijp · Halve Maan · Meerhoven

Tongelre: Oud-Tongelre · De Laak · Doornakkers

Woensel-Noord: Ontginning · Achtse Molen · Aanschot · Dommelbeemd

Woensel-Zuid: Oud-Woensel · Erp · Begijnenbroek

Dorpen: Acht      
Buurtschappen: Bokt · 't Coll · Gennep · Heistraat · Nieuw Acht · buurt Riel/ buurtschap Riel · Sliffert · Urkhoven

Noord-Brabant: Steden en dorpen      Nederland: Provincies · Gemeenten